# Polymixis culoti
Polymixis culoti är en fjärilsart som beskrevs av Karl Schawerda 1921. Polymixis culoti ingår i släktet Polymixis och familjen nattflyn. Inga underarter finns listade i Catalogue of Life.